# FIFA Manager
FIFA Manager – seria komputerowych gier sportowych z gatunku menedżerów piłkarskich, wydawana przez Electronic Arts. Od edycji z 2005 roku pod obecną nazwą; najnowsze części symulują spotkania za pomocą silnika zapożyczonego z serii gier FIFA.

## Wersje gry
| Nazwa                                         | Rok  | Platforma                       |
| --------------------------------------------- | ---- | ------------------------------- |
| FIFA Soccer Manager                           | 1997 | PC Windows                      |
| The F.A. Premier League Football Manager 99   | 1998 | PC Windows                      |
| The F.A. Premier League Football Manager 2000 | 1999 | PC Windows, PlayStation         |
| The F.A. Premier League Football Manager 2001 | 2000 | PC Windows, PlayStation         |
| The F.A. Premier League Football Manager 2002 | 2001 | PC Windows                      |
| Total Club Manager 2003                       | 2002 | PC Windows                      |
| Total Club Manager 2004                       | 2003 | PC Windows, PlayStation 2, Xbox |
| Total Club Manager 2005                       | 2004 | PC Windows, PlayStation 2, Xbox |
| FIFA Manager 06                               | 2005 | PC Windows                      |
| FIFA Manager 07                               | 2006 | PC Windows                      |
| FIFA Manager 08                               | 2007 | PC Windows                      |
| FIFA Manager 09                               | 2008 | PC Windows                      |
| FIFA Manager 10                               | 2009 | PC Windows                      |
| FIFA Manager 11                               | 2010 | PC Windows                      |
| FIFA Manager 12                               | 2011 | PC Windows                      |
| FIFA Manager 13                               | 2012 | PC Windows                      |
| FIFA Manager 14                               | 2013 | PC Windows                      |